# Магдагачи (городское поселение)
Муниципа́льное образова́ние рабо́чий посёлок (пгт) Магдага́чи — городское поселение в Магдагачинском районе Амурской области.
Административный центр — пгт Магдагачи.

## История
12 мая 2005 года в соответствии с Законом Амурской области № 477-ОЗ образовано муниципальное образование «Рабочий посёлок (пгт) Магдагачи» и наделено статусом городского поселения.

## Население
| 2002    | 2010    | 2011    | 2012    | 2013    | 2014    | 2015    |
| ------- | ------- | ------- | ------- | ------- | ------- | ------- |
| 12 217  | ↘10 914 | ↘10 882 | ↘10 587 | ↘10 438 | ↘10 280 | ↘10 161 |
| 2016    | 2017    | 2018    | 2019    | 2020    | 2021    | 2023    |
| ↘10 129 | ↘10 082 | ↘10 070 | ↘10 004 | ↘9906   | ↘9303   | ↘9061   |

## Состав городского поселения
| № | Населённый пункт | Тип населённого пункта      | Население |
| - | ---------------- | --------------------------- | --------- |
| 1 | Красная Падь     | железнодорожный блокпост    | ↘5        |
| 2 | Магдагачи        | пгт, административный центр | ↘9056     |